# آسمان سرپناه
آسمانِ سرپناه (انگلیسی: The Sheltering Sky) یک فیلم درام به کارگردانی برناردو برتولوچی است که در سال ۱۹۹۰ منتشر شد. این فیلم در چهل و چهارمین دوره جوایز بفتا برندهٔ جایزه بفتای بهترین فیلم‌برداری و در چهل و هشتمین مراسم گلدن گلوب برندهٔ جایزه گلدن گلوب بهترین کارگردانی و جایزه گلدن گلوب بهترین موسیقی و همچنین برندهٔ جایزه حلقه منتقدان فیلم نیویورک برای بهترین کارگردانی و جایزه حلقه منتقدان فیلم نیویورک برای بهترین فیلمبرداری شد.

## بازیگران
- دبرا وینگر
- جان مالکوویچ
- کمپبل اسکات
- پل بولز
- تیموتی اسپال
- نیکولتا براسچی
- آمینا آنابی
- جیل بنت
- فیلیپ موریه-گنو